# Lepiota hymenoderma
Lepiota hymenoderma är en svampart som beskrevs av D.A. Reid 1966. Lepiota hymenoderma ingår i släktet Lepiota och familjen Agaricaceae.  Artens status i Sverige är: Ej påträffad. Inga underarter finns listade i Catalogue of Life.